# Городская почта

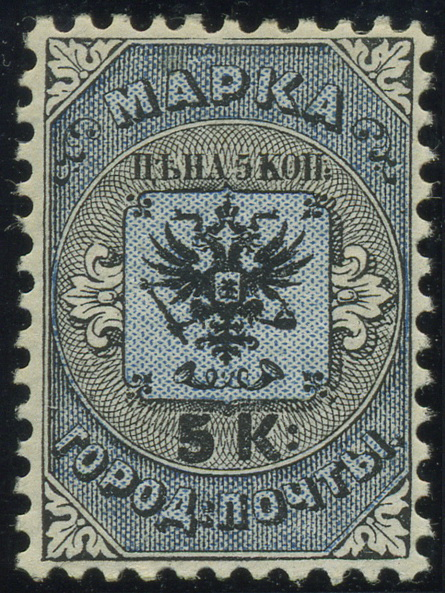
Для нужд городской почты могут издаваться особые марки. Марка для городских почт Санкт-Петербурга и Москвы
(1863)

Городская почта — местная почта, осуществлявшая доставку и пересылку почтовых отправлений в пределах города. Иногда для оплаты пересылки писем городской почтой выпускались марки городской почты.

## История и распространение

### Европа
Первая известная городская почта, так называемая [[Малая почта Парижа|Малая почта (фр. Petite Poste)]], была учреждена Жан-Жаком Ренуаром де Вилайе и работала в Париже (Франция) с 1653 года и примерно до 1660 года. Вначале частная, а затем национализированная городская почта была повторно организована в Париже в 1760 году.
Частная городская почта, известная как Лондонская пенни-почта (англ. London Penny Post), была основана Робертом Мюрреем и Уильямом Докреем 25 марта 1680 года и функционировала в Лондоне (Великобритания).
В Вене (Австрия) в 1772—1783 годах работала колотушечная, или трещоточная, почта (нем. Klapperpost).
В Берлине (Германия) в 1800—1806 годах также имелась частная городская почта, которая называлась пешей почтой (Fußpost). Известны также другие городские почты, которые устраивались в Европе и в иных частях света.

### Российская империя
Городская почта следующим образом упоминается в «Словаре В. Даля»: «Городская почта, разноска записок между жителями города». До 1879 года в России использование местных тарифов было установлено только в нескольких городах, в апреле 1879 года установлен прием местной корреспонденции с соответствующим тарифом (за письмо 3 копейки, в столицах 5 копеек, по сравнению с иногородним письмом 7 копеек). Для оплаты почтовых услуг городских почт выпускались особые почтовые марки и другие знаки почтовой оплаты (в частности, «штемпельные куверты»), а также использовались соответствующие почтовые штемпели.
Впервые такая почта была учреждена в 1829 году в Санкт-Петербурге, а первое отделение заработало 17 января 1833 года. Предназначенную для отправки корреспонденцию сдавали в лавки с мелкими товарами, которые располагались на людных перекрестках. Всего таких лавок насчитывалось 42. Территория города была поделена на 17 округов, каждый из которых обслуживался двумя почтальонами, собиравшими письма и доставлявшими их на почтамт. На почтамте почтовые отправления сортировали, штемпелевали и разносили по адресам.
Московская городская почта открылась 1 января 1845 года. Территория города была поделена на 23 округа. Всего письма принимали в 111 лавках и кондитерских. Сортировка поступающих почтовых отправлений производилась не только на почтамте, но и в пяти его отделениях. После появления штемпельных конвертов и почтовых ящиков лавки перестали играть свою роль для сбора корреспонденции.
Помимо Петербурга и Москвы, городская почта существовала также в Тифлисе, Варшаве, Казани и в некоторых других городах.